# Menasha (Wisconsin)
Menasha es una ciudad ubicada en el condado de Winnebago en el estado estadounidense de Wisconsin. En el Censo de 2010 tenía una población de 17 353 habitantes y una densidad poblacional de 890,25 personas por km². Se encuentra sobre la orilla norte del lago Winnebago.

## Geografía
Menasha se encuentra ubicada en las coordenadas 44°12′51″N 88°25′38″O / 44.21417, -88.42722. Según la Oficina del Censo de los Estados Unidos, Menasha tiene una superficie total de 19.49 km², de la cual 15.62 km² corresponden a tierra firme y (19.85%) 3.87 km² es agua.

## Demografía
Según el censo de 2010, había 17.353 personas residiendo en Menasha. La densidad de población era de 890,25 hab./km². De los 17.353 habitantes, Menasha estaba compuesto por el 90.77% blancos, el 1.22% eran afroamericanos, el 0.72% eran amerindios, el 2.2% eran asiáticos, el 0.06% eran isleños del Pacífico, el 2.97% eran de otras razas y el 2.07% pertenecían a dos o más razas. Del total de la población el 6.94% eran hispanos o latinos de cualquier raza. Se pronuncia Me-NESH-a.